# Io non ho paura (Ernia)
| Recensione       | Giudizio |
| ---------------- | -------- |
| All Music Italia | 8/10     |
| Newsic           | 8/10     |
| Ondarock         | 6/10     |
| Rockol           | 7,5/10   |

Io non ho paura è il quarto album in studio del rapper Italiano Ernia, pubblicato il 18 novembre 2022 dalla Island Records.

## Descrizione
Il progetto discografico si compone di quattordici tracce scritte dallo stesso artista con la partecipazione di differenti autori e produttori, tra cui Sixpm, Shablo, Rose Villain, Tropico, Federica Abbate, e collaborazione di Guè, Rkomi, Marco Mengoni, Salmo, Geolier, Junior K, Valentina Cabassi e Gaia. Il brano Così stupidi presenta un campionamento del brano Stupidi di Ornella Vanoni.
I testi affrontano diverse tematiche, tra cui quelle socio-economiche, quali il cambiamento climatico, il conformismo della società e la crisi economica italiana, oppure personali, come l'amore, le insicurezze personali e la scelta di intraprendere l'aborto con la compagna del rapper.

## Promozione
A partire dal 20 ottobre 2022 Ernia ha iniziato a pubblicare sul proprio profilo Instagram dei brevi video (che diventeranno poi visual caricati su YouTube) accompagnati da didascalie che riprendono frasi appartenenti ai testi dell'album. Il 28 ottobre 2022 viene svelata, sempre attraverso un video pubblicato su Instagram, la data di uscita dell'album. In occasione dell'uscita del disco, Ernia ha collaborato con l'edizione italiana della rivista Rolling Stone e con il canale YouTube Esse Magazine: con il primo ha realizzato un'edizione speciale, nel quale il rapper ha partecipato attivamente in veste di co-direttore artistico e intervistatore, mentre con il secondo ha invece realizzato un documentario nel quale racconta il processo di produzione dell'album.

## Tracce
1. Tutti hanno paura (feat. Marco Mengoni) – 3:32 (testo: Matteo Professione, Marco Mengoni, Nicolò Scalabrin, Josiah Leming – musica: Andrea Ferrara, Umberto Odoguardi)
2. Bu! – 3:26 (musica: Andrea Ferrara, Umberto Odoguardi)
3. Bella fregatura – 2:55 (testo: Matteo Professione, Rosa Luini, Pietro Celona)
4. Qualcosa che manca (feat. Rkomi) – 2:57 (testo: Matteo Professione, Mirko Martorana)
5. Cattive intenzioni (feat. Salmo) – 2:48 (testo: Matteo Professione, Maurizio Pisciottu)
6. Buonanotte – 3:40 (musica: Umberto Odoguardi)
7. Weekend – 2:55 (musica: Andrea Ferrara, Umberto Odoguardi, Rosario Castagnola)
8. Acqua tonica (feat. Geolier, Junior K) – 3:02 (testo: Matteo Professione, Emanuele Palumbo – musica: Umberto Odoguardi)
9. Così stupidi – 3:15 (testo: Matteo Professione, Ornella Vanoni – musica: Andrea Ferrara, Alfonso Climenti)
10. Bastava la metà (feat. Gaia, Guè) – 3:15 (testo: Matteo Professione, Gaia Gozzi, Cosimo Fini, Federica Abbate, Davide Petrella, Stefano Tognini – musica: Luca Faraone, Paolo Miguel Lombroni Capalbo)
11. Non ho sonno – 2:56 (musica: Andrea Ferrara, Umberto Odoguardi)
12. Il mio nome (feat. Valentina Cabassi) – 3:18 (musica: Andrea Ferrara, Umberto Odoguardi)
13. Rose & fiori – 2:55
14. L'impostore – 3:23

Tracce bonus nella riedizione streaming del 2023
1. Parafulmini (feat. Fabri Fibra & Bresh) – 3:29 (testo: Matteo Professione, Edoardo D'Erme, Fabrizio Tarducci – musica: Stefano Tognini)
2. Lewandowski X – 3:27 (musica: Andrea Ferrara, Blest Jones, Phil Chang)
3. Il mio nome Remix (feat. Mara Sattei) – 2:37 (Andrea Ferrara, Mara Sattei, Matteo Professione, Umberto Odoguardi, Miles)

## Classifiche

### Classifiche settimanali
| Classifica (2022) | Posizione massima |
| ----------------- | ----------------- |
| Italia            | 1                 |
| Svizzera          | 32                |

### Classifiche di fine anno
| Classifica (2022) | Posizione |
| ----------------- | --------- |
| Italia            | 34        |
| Classifica (2023) | Posizione |
| Italia            | 15        |
| Classifica (2024) | Posizione |
| Italia            | 86        |